# 曼克
曼克是奥地利下奥地利州梅尔克县的一个市镇。总面积33.61平方公里，总人口3047人，人口密度90.7人/平方公里（2011年）。